# Vitou
Pour les articles ayant des titres homophones, voir Vitoux.
 (janvier 2010).
Si vous disposez d'ouvrages ou d'articles de référence ou si vous connaissez des sites web de qualité traitant du thème abordé ici, merci de compléter l'article en donnant les références utiles à sa vérifiabilité et en les liant à la section « Notes et références ».
Le « vitou » est un jeu de société qui utilise un jeu de 32 cartes.

## Origine
Le vitou, qui signifie « vite », est un jeu de cartes du pays Niçois reposant à la fois sur les enchères et sur le jeu de la carte. Les signes entre partenaires sont autorisés, ainsi que la « parlotte ». C’est un jeu ingénieux qui ne nécessite que 32 cartes, dans lequel on ne tient aucun compte des couleurs, qui ne comporte donc pas d’atout, et dont chaque mène se déroule sur 3 levées au maximum.

## Matériel
Le vitou nécessite un jeu classique de 32 cartes.

### Cartes à distribuer
Le donneur distribue 3 cartes par joueur dans le sens anti-horaire (en commençant par sa droite).

### Ordre des cartes
Du plus fort au moins fort : 10, 9, As, Roi, Dame, Valet, 8, 7. Les couleurs n'entrent pas en ligne de compte. On signale généralement le 10 et le 9 (clin d'œil droit ou gauche), l'as (une moue), parfois le Roi (barbu : on se frotte la joue). La combinaison d'un 10, d'un 9 et d'un As dans la même main s'appelle une "napolitaine".

## Déroulement d’une manche
Le premier joueur dépose une carte, le suivant et les autres également, dans le sens anti-horaire. Le vainqueur du tour est celui qui a posé la carte la plus forte, les couleurs n'ayant aucune importance et il met le pli de son côté (un seul côté par équipe). Il peut y avoir égalité de la carte la plus haute. On dit qu'il y a "en-pâte". Le pli revient à l'équipe qui a fait "la première" (le premier pli). À défaut, il revient à l'équipe qui réalise le premier pli suivant. Si les trois levées sont en-pâtées, la manche est nulle.
La manche s'achève lorsqu'une équipe a réalisé deux plis. Cela peut parfois arriver au deuxième tour, mais le plus souvent au troisième. L'équipe marque les points en jeu.

## Les enchères
Les enchères sont l'intérêt de ce jeu au demeurant très simple. Il importe donc de connaître les cartes détenues par son équipe (et si possible celles détenues par les adversaires en essayant de décrypter les signes codifiés qu'ils se transmettent). Dans une équipe, il y a un meneur et un partenaire. Ce dernier doit signaler ses cartes fortes (10, 9, As, Roi) au meneur grâce à des signes codifiés. Le meneur peut conseiller son partenaire lors du jeu de la carte. La manche débute pour le gain d'un point. Une équipe peut proposer "très" (trois points). L'adversaire a trois réponses possibles : "passi" (je passe et l'enchérisseur marque 1 point), "prova" (je suis et la partie continue sur une base de 3 points), "siei" (je fais une surenchère à 6 points : si l'adversaire ne suit pas, je marque l'enchère précédente, 3 points ; s'il suit, je joue pour 6 points). Et ainsi de suite : on peut monter à 12 ou même jouer la partie (baraque) sur une manche. L'équipe qui a fait le premier pli possède un avantage certain car, même en cas d'empâte (nullité) au deuxième ou au troisième pli, elle réalisera son contrat.

### Stratégie
Tout l'intérêt du jeu est dans le bluff (les enchères) mais aussi dans le jeu de la carte, le premier pli étant déterminant en cas de nullité. Il est facile de perdre avec un très bon jeu si on fait un mauvais choix.

## Le(s) vainqueur(s)
La partie se déroule en 21 points. Lorsqu'une équipe atteint 20 points, on dit qu'elle est "Afrique". Dans ce cas, les deux coéquipiers s'échangent leurs cartes, les consultent sans les montrer aux adversaires, se les restituent, puis décident s'ils acceptent de jouer. S'ils acceptent, la mise est de 3 points. Dans la négative, leurs adversaires marquent 1 point. Aucune enchère n'est possible.
Si les deux équipes sont à égalité avec 20 points chacune, il y a « Afrique-Afrique ». Le donneur sert 3 cartes au premier joueur qui décide de jouer ou non. S’il refuse, trois cartes sont distribuées au joueur suivant qui procède de la même manière jusqu’à ce qu’un joueur décide de jouer.